# Cystostereum stratosum
Cystostereum stratosum är en svampart som beskrevs av Hallenb. 1978. Cystostereum stratosum ingår i släktet Cystostereum och familjen Cystostereaceae.   Inga underarter finns listade i Catalogue of Life.